# الدرج (غزة)
حي الدرج هو أحد أحياء غزة تبلغ مساحته 2820 دونم أي بنسبة 8,8% من جملة مساحة مدينة غزة. وسبب تسميته بهذا الاسم يرجع إلى التدرج في طبوغرافية هذا الحي، ويضم الحي العديد من الحارات منها السيد هاشم، والسدرة، وقرقش، والفوأخير، وبني عامر، وبلغ عدد سكانه عام 2011 50000 نسمة، ويوجد به مركز للرعاية الأولية الحكومية (مركز شهداء الدرج الصحي)، ومركز رعاية الأسرة التابع لجمعية اتحاد الكنائس، ومستشفى الخدمة العامة التابع لجمعية الخدمة العامة، ومركز الأطراف الصناعية التابع لبلدية غزة، ومجمع الصحابة الطبي التابع لجمعية الصحابة، ومركز سان جون لطب وجراحة العيون التابع لجمعية مار  يوحنا للعيون، ومركز الرضوان التابع لجمعية الأيدي الرحيمة، كما يتواجد بالحي العديد من المدارس الحكومية والتابعة لوكالة غوث والخاصة وعلى كافة المراحل.

## التاريخ
يعد حي الدرج من الأحياء التاريخية في مدينة غزة، مسجد السيد هاشم المبني في العصر العثماني على الطراز المملوكي، والمسجد العمري الكبير، الأكبر والأقدم في قطاع غزة.

## تدمير المساجد والمباني التاريخية في حي الدرج من طرف الاحتلال القصف
وأسفر القصف الإسرائيلي عام 2002 عن تدمير مربع سكني بالكامل جراء استخدام أكثر من طن من المتفجرات في العملية التي عرفت لاحقا باسم "مجزرة حي الدرج". وضمن سلسلة استهدافات الاحتلال للمواقع التاريخية والأثرية على القطاع منذ أكتوبر 2023، قصفت إسرائيل قصر الباشا التاريخي في ديسمبر/كانون الأول 2023، وهو ما اعتبرته السلطات الفلسطينية جزءا من مخطط الاحتلال لطمس وتدمير التراث الوطني الفلسطيني.

## معرض صور حي الدرج

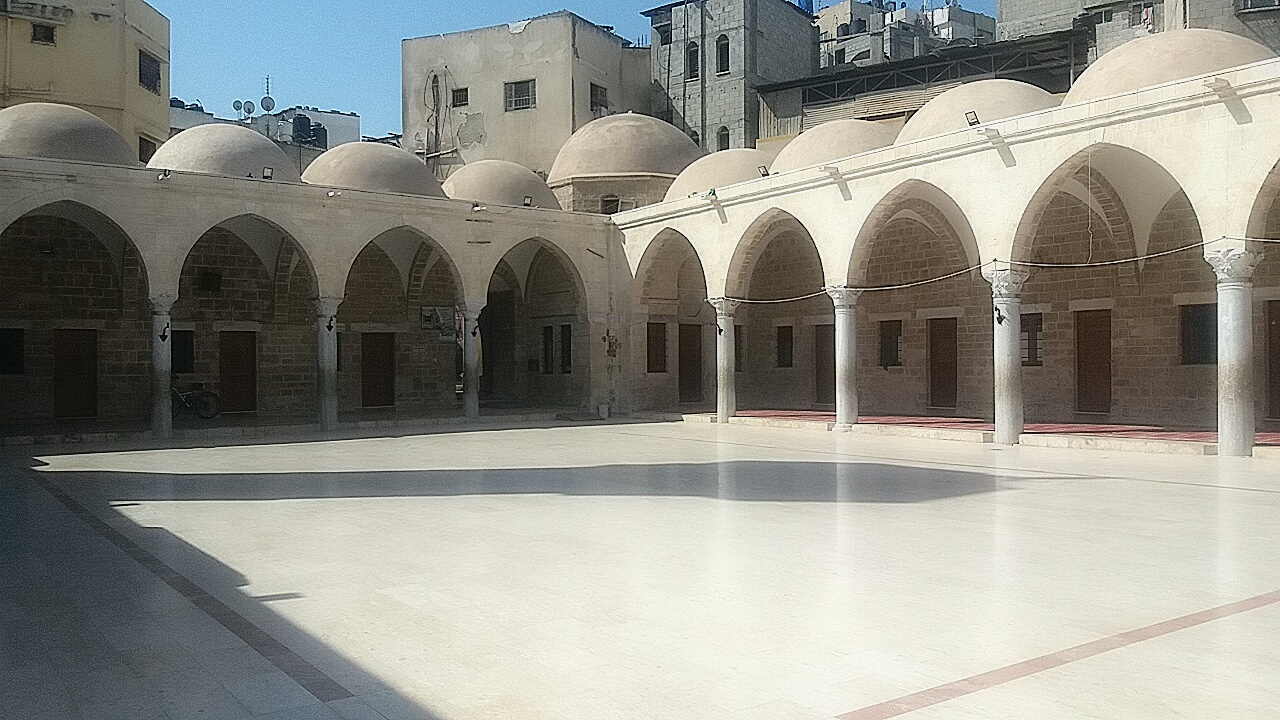
ساحة مسجد السيد هاشم حي الدرج
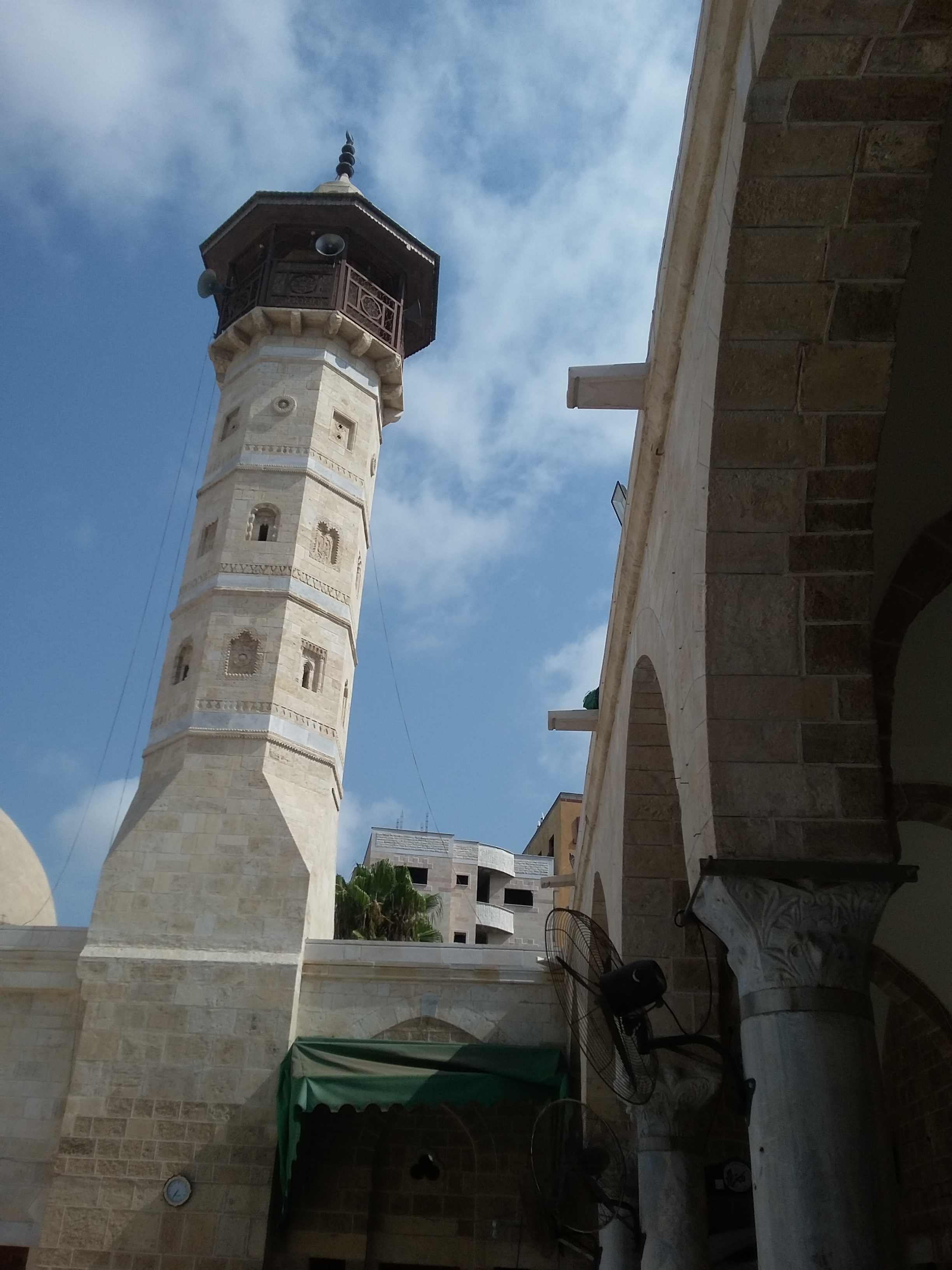
مأذنة مسجد السيد هاشم
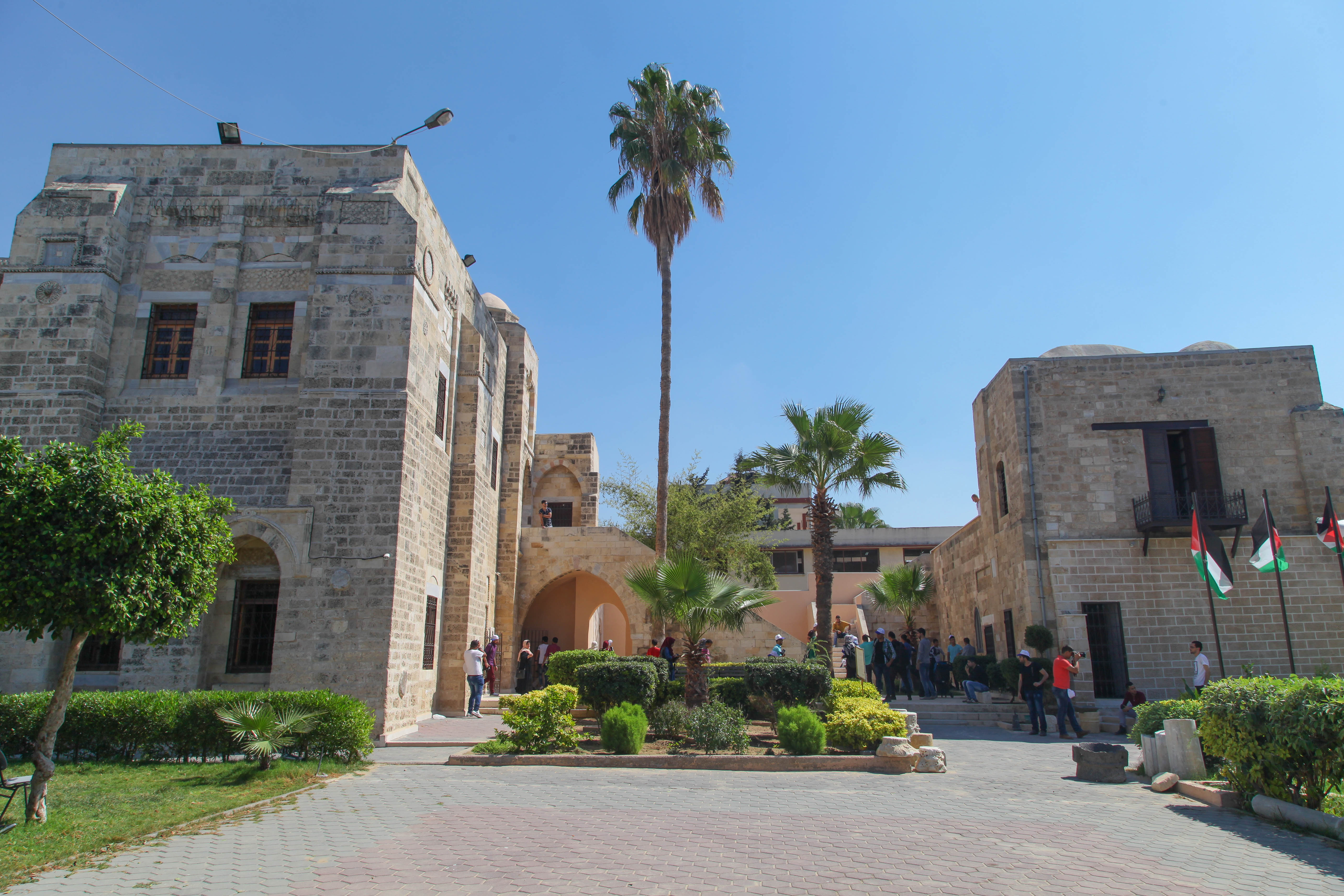
قصر الباشا في حي الدرج في غزة قبل القصف الإسرائيلي  في ديسمبر/كانون الأول 2023، في إطار مخطط الاحتلال لطمس وتدمير التراث الوطني الفلسطيني.